# Alan Kim
Alan Kim (Chicago, 23 aprile 2012) è un attore statunitense, conosciuto per il ruolo di David Yi in Minari.

## Biografia
Esordisce al cinema nel 2020 con il film Minari, nel quale interpreta il piccolo David. Grazie a questo ruolo, vince lo Screen Actors Guild Award e viene candidato al Premio BAFTA, divenendo il più giovane nominato nella categoria del miglior attore non protagonista. Il film ottiene un grande successo e vince il Golden Globe al miglior film straniero e viene candidato a ben sei premi Oscar. Nel 2023 è uno dei protagonisti di Latchkey Kids.

## Filmografia
- Minari, regia di Lee Isaac Chung (2020)
- Latchkey Kids, regia di John Budion (2023)
- Theater Camp, regia di Molly Gordon e Nick Lieberman (2023)
- IF - Gli amici immaginari (IF), regia di John Krasinski (2024)

## Riconoscimenti
- Premio BAFTA
  - 2021 - Candidatura al miglior attore non protagonista per Minari
- Screen Actors Guild Award
  - 2021 - Miglior attore giovane per Minari
- Critics' Choiche Awards
  - 2021 - Miglior giovane interprete per Minari

## Doppiatori italiani
Nelle versioni in italiano delle opere in cui ha recitato, Alan Kim è stato doppiato da:
- Emanuele Puccio in Minari
- Samuele Nozza in Little America
- Francesco Raffaeli in IF - Gli amici immaginari